# Олех Сергій Георгійович
Сергій Георгійович Олех (16 травня 1965, Одеса — 2 квітня 2017, Одеса) — український гуморист; учасник команди КВК «Одеські джентльмени». Брав участь в гумористичних проектах «Джентльмен-шоу», «Маски-шоу», «Голі та смішні». А також був тренером команд в «Лізі сміху». На одеському телебаченні він вів передачі «Одеса робить базар» і «Одеса готує обід»

## Життєпис
Закінчив Одеський інженерно-будівельний інститут, де був одним з провідних акторів студентської команди КВК.
Був директором Товариства з обмеженою відповідальністю фірма «Концерт-Сервіс». Брав участь у відродженні одеської Гуморини. У 2006 році висувався від Одеської міської територіальної організації Громадянської партії «ПОРА», по багатомандатному виборчому округу № 1, м. Одеса в депутати Одеської міської ради.
Сергій більше року знаходився у важкому стані через онкологію. Його збиралися транспортувати до Києва на лікування, однак він помер 2 квітня 2017 року в реанімації в Одесі.
Похований 4 квітня 2017 року в Одесі.

## Ролі в кіно
- 2016, Команда (Україна), сусід Кравця
- 2015, Анка з Молдаванки, господар квартири
- 2007, Ліквідація, епізод
- 2005, Не в грошах щастя, епізод
- 2003, Дружна сімейка, Собачий готель, 52-га серія, епізод
- 1992, Лавка «Рубінчик і…» (Україна), мешканець звалища